# Hanske Evenhuis-van Essen
Hanske Evenhuis-van Essen (Amsterdam, 30 oktober 1921 - Den Haag, 3 juni 2019) was een Nederlands politica namens het CDA.

## Loopbaan
Evenhuis-van Essen werd in 1958 lid van de CHU en was binnen deze partij onder andere lid van de Unieraad. Ze was begin jaren 50 tevens voorzitter van de Nederlandse Christen Vrouwenbond, afdeling Amsterdam-Zuid.
Toen de KVP, ARP en CHU bij de verkiezingen van 1977 voor het eerst met een gezamenlijke CDA-lijst meededen, werd Evenhuis-van Essen gekozen als lid van de Tweede Kamer. Ze was in de Tweede Kamer vooral actief op het gebied van vrouwenemancipatie, vreemdelingen, drugsverslaafden, kunst en cultuur. Ze leidde als eerste het Kamerbreed Vrouwenoverleg. Ze bleef tot 3 juni 1986 lid van de Tweede Kamer.
In 1976 was ze VN vrouwenvertegenwoordiger en ging ze naar de Algemene Vergadering van de Verenigde Naties om daar een speech te geven.
Evenhuis-van Essen werd op 29 april 1987 benoemd tot Officier in de Orde van Oranje-Nassau.
- Parlement.com: vg09lli0pnz4